# Aleksander Samuel Konarski
Aleksander Samuel Konarski (ur. 1 września 1803 w Praszce, zm. 14 stycznia 1893 w Nicei) – polski chirurg, powstaniec i emigrant.

## Życiorys
Syn Joachima. Zasłużył się jako lekarz chirurg w czasie powstania listopadowego, za co został odznaczony Złotym Krzyżem Virtuti Militari. Po powstaniu wyemigrował do Anglii, gdzie zajmował się handlem winem, na czym znacznie się wzbogacił. 
Został pochowany na cmentarzu w Saint-Germain-en-Laye we Francji. Po jego śmierci córka Emma przeznaczyła spadek na zakup znacznych ilości dzieł sztuki.